# Reinhard Hardegen
Reinhard Hardegen (ur. 18 marca 1913 w Bremie, zm. 9 czerwca 2018 tamże) – niemiecki oficer, dowódca niemieckich okrętów podwodnych (U-Bootów) w czasie II wojny światowej; później przedsiębiorca i lokalny polityk.
Od młodych lat interesował się morzem, w 1932 roku wstąpił do szkoły podchorążych marynarki. W 1933 roku na pokładzie krążownika lekkiego „Karlsruhe” rozpoczął kadecki rejs dookoła świata, podczas którego odwiedził m.in. bazę amerykańskiej marynarki w Pearl Harbor, Nowy Jork i Boston. W 1935 roku Hardegen otrzymał przydział do lotnictwa morskiego i odbył szkolenie obserwatora i pilota. Na początku 1939 roku odniósł poważne obrażenia w katastrofie Junkersa W 34, którym leciał w charakterze pasażera, co zaowocowało półrocznym pobytem w szpitalu. Konsekwencje wypadku – krótsza noga i chroniczne krwawienie z żołądka – stanowiły zagrożenie dla jego dalszej czynnej służby wojskowej, zdołał jednak ukończyć szkolenie lotnicze. Likwidacja lotnictwa morskiego Kriegsmarine wymusiła powrót do służby na okrętach. W listopadzie 1939 roku Hardegen otrzymał przydział na okręty podwodne.

## II wojna światowa
Służbę rozpoczął jako oficer wachtowy na U-124 pod dowództwem Kapitänleutnanta Georga Wilhelma Schulza. Po zakończeniu drugiego z patroli bojowych odbytych na U-124, 11 grudnia 1940 roku otrzymał dowództwo U-147, niewielkiego, przybrzeżnego U-Boota typu IIA. Po odbyciu szkolenia, pod koniec lutego 1941 roku U-147 wyruszył na swój pierwszy patrol na trasie alianckich konwojów u północnych wybrzeży Hebrydów.
Drugiego dnia patrolu Hardegen wystrzelił w kierunku dużego frachtowca torpedę, która jednak nie eksplodowała. Atak niszczyciela zmusił U-Boota do zanurzenia, jednak podczas tego manewru doszło do uszkodzenia włazu kiosku. Okręt wynurzył się, a gorączkowe naprawy przeprowadzano w odległości kilkuset metrów od wrogiej jednostki. Nadciągające ciemności uchroniły okręt przed wykryciem. Awarie silników Diesla spowodowane przeciekami zmusiły jednostkę Hardegena do poruszania się za pomocą napędu elektrycznego. Nocą zauważono kolejny statek, który zdołano dogonić i zatopić. Po przesłuchaniu załogi okazało się, że był to norweski parowiec „Augvald” (4811 BRT). Ataki na kolejne dwa frachtowce przeprowadzone kilka dni później nie przyniosły efektu z powodu niecelności lub wadliwości torped. Krótko potem U-147 otrzymał rozkaz powrotu do Kilonii.
W maju 1941 roku Hardegenowi przydzielono dowództwo U-123 – dużego, oceanicznego okrętu podwodnego typu IXB, bazującego w Lorient. Pierwszy patrol bojowy rozpoczął się 16 czerwca 1941 roku, jego celem było zwalczanie alianckiej żeglugi na zachodnioafrykańskich wodach wokół Freetown.
20 czerwca doszło do zatopienia portugalskiego neutralnego motorowca „Ganda”, który został omyłkowo wzięty za jednostkę wroga. Później Dönitz – głównodowodzący floty podwodnej, nakazał usunąć wszelkie wzmianki o tym wydarzeniu z dziennika bojowego U-123. Z powodu uszkodzeń spowodowanych przez bomby głębinowe, U-123 powrócił do Lorient 23 sierpnia, mając na koncie pięć zatopionych jednostek o łącznej pojemności 21 507 BRT.
Kolejny patrol bojowy (październik–listopad 1941) odbywał się na północnym Atlantyku. 20 października Hardegen przechwycił konwój SL-89 i storpedował eskortujący go krążownik pomocniczy HMS „Aurania” (13 984 t). Mimo uszkodzeń, udało się go ocalić i ostatecznie doholować do portu. Wskutek zamieszania „Auranię” opuściło jednak kilku członków załogi. Jeden z nich, marynarz Bertie E. Shaw, podjęty z tratwy ratunkowej przez załogę U-123, zdołał przekonać Niemców, że jego jednostka zatonęła. W ten sposób powstrzymał ich przed kontynuowaniem ataku. Następnego dnia okręt podwodny wykrył kolejny konwój, ale nadlatujący samolot zmusił go do zanurzenia i stracono kontakt. Kolejne dni upłynęły na bezowocnym patrolowaniu wód na południe od Grenlandii.

### Operacja Paukenschlag (ostatnie 2 rejsy)
Katastrofa lotnicza, której Hardegen uległ w 1936 roku i która wywołała trwały uszczerbek na jego zdrowiu, spowodowała uznanie go za niezdolnego do służby na U-Bootach. W końcu informacja ta dotarła do Dönitza, który ze względu na uznanie dla poświęcenia podwładnego pozwolił mu na jeszcze dwa rejsy, tym bardziej, że potrzebował doświadczonych dowódców do przeprowadzenia nowego zadania. Operacja Paukenschlag miała na celu sparaliżowanie alianckiej żeglugi u wschodnich wybrzeży Ameryki Północnej.
23 grudnia 1941 roku U-123 wypłynął z portu. Pięć U-Bootów (U-66, U-109, U-123, U-125, U-130) – wszystkie, którymi w tamtym momencie Dönitz dysponował, wyruszyło w stronę wybrzeży USA. Zadaniem Hardegena była penetracja Zatoki Nowojorskiej. Z powodu tajności operacji, jedyną pomocą nawigacyjną, jaką dysponował, były dwie mapki z przewodnika turystycznego. Kolejnym celem była dezorganizacja żeglugi wokół przylądka Hatteras (Karolina Północna).
12 stycznia, jeszcze podczas żeglugi ku akwenom operacyjnym, U-123 zatopił brytyjski frachtowiec „Cyclops” (9076 BRT). Dwa dni później osiągnął podejścia zatoki Nowego Jorku. Hardegen zdecydował o wejściu do zatoki w położeniu nawodnym. Pomocne okazały się blask miejskich świateł, ponieważ Amerykanie nie zarządzili zaciemnienia. Rankiem U-123 u wybrzeży Long Island zatopił norweski (pod panamską banderą) zbiornikowiec „Norness” (9577 BRT), chociaż musiał zużyć w tym celu aż 5 torped, ponieważ część z nich okazała się zawodna. Kontynuując zadanie, Hardegen nakazał położyć okręt na dnie i czekać z wejściem do zatoki do zmierzchu. 15 stycznia U-Boot dostał się do nowojorskiego portu, jednak nie zaobserwowano żadnego ruchu statków i rozczarowany Hardegen polecił wycofać się. Później jednak zdołano zatopić brytyjski zbiornikowiec „Coimbra” (6768 BRT).
U-123 kontynuował działania bojowe, posuwając się na południe wzdłuż wybrzeża USA i przeczekując dzień w zanurzeniu. Z wyjątkiem nieskutecznego ataku lotniczego 16 stycznia, nie napotkał przeciwdziałania amerykańskiej marynarki czy lotnictwa. Nocą 19 stycznia na płytkich wodach w pobliżu przylądka Hatteras – według zapisów w dzienniku bojowym – storpedowano i zatopiono dwa niezidentyfikowane frachtowce. Fakty te nie znajdują jednak potwierdzenia w powojennych analizach. Kilka godzin później Hardegen zaatakował za pomocą dwóch ostatnich torped i działa pokładowego grupę 5 jednostek, zatapiając dwa frachtowce (amerykański „City of Atlanta”, 5269 BRT, łotewski „Ciltvaira”, 3779 BRT) i ciężko uszkadzając płynący bez ładunku zbiornikowiec „Malay” (8207 BRT). Statek zdołał jednak dotrzeć o własnych siłach do portu.
Pozbawiony już torped i ze szwankującymi silnikami Diesla, U-123 obrał kurs powrotny do bazy. Tuż przed świtem dostrzeżono w odległości zaledwie 400 m norweski statek-bazę wielorybniczą „Kosmos II” (16 699 BRT). Jednostka podjęła próba staranowania U-Boota, jednak dzięki zręcznym manewrom Niemcy uniknęli niebezpieczeństwa. W drodze powrotnej, 25 stycznia U-123 zdołał zatopić ogniem artyleryjskim brytyjski frachtowiec „Culebra” (3040 BRT), ale nieprzyjacielski ostrzał uszkodził okręt. Następnej nocy zatopiono jeszcze „Pan Norway” (9231 BRT), norweski zbiornikowiec pływający pod panamską banderą.
23 stycznia Hardegen otrzymał drogą radiową wiadomość o przyznaniu mu Krzyża Rycerskiego Krzyża Żelaznego za zatopienie ponad 100 000 BRT wrogiego tonażu. 9 lutego powrócił do Lorient w chwale bohatera. Podczas tego rejsu Hardegen zatopił 8 statków o łącznej pojemności 49 421 BRT i uszkodził jeden (8206 BRT).
2 marca 1942 roku Hardegen wypłynął na swój ostatni, a drugi na wodach amerykańskich, patrol bojowy. Pierwszymi sukcesami było zatopienie 22 marca amerykańskiego zbiornikowca „Muskogee” (7034 BRT), zaś 24 marca brytyjskiego jednostki tej samej klasy („Empire Steel”, 8150 BRT). Ten drugi atak wymagał zużycia 4 torped, ponieważ okazały się one wadliwe. Zbiornikowiec przewożący benzynę płonął przez kilka godzin, nie udało się dostrzec żadnych rozbitków.
26 marca U-123 zaatakował statek pułapkę USS „Atik”, który wzięto za zwykły statek handlowy. Po storpedowaniu, U-Boot wynurzył się, by dobić przeciwnika ogniem artylerii. W tym momencie rozpoczął się ostrzał z ukrytych dotychczas dział i statek podjął próbę taranowania. Pociski statku pułapki zabiły jednego członka załogi U-123 i uszkodziły kadłub. Ostatecznie USS „Atik” został zatopiony kolejną torpedą wystrzeloną w zanurzeniu; cała jego załoga zginęła.
Patrol zaplanowany był wzdłuż wybrzeża Florydy. Hardegen osiągnął wyznaczony obszar pod koniec marca. 1 kwietnia atakował za pomocą działa amerykański zbiornikowiec „Liebre” (7057 BRT), ale zbliżająca się jednostka patrolowa zmusiła U-Boota do zanurzenia. Ciężko uszkodzony zbiornikowiec odholowano do portu; wrócił do służby w połowie  lipca. Nocą 8 kwietnia U-Boot storpedował dwa zbiornikowce: SS „Oklahoma” (9264 BRT) i „Esso Baton Rouge” (7989 BRT). Obie jednostki osiadły na dnie, ale w tak płytkiej wodzie, że możliwe było ich późniejsze odzyskanie i przywrócenie do służby. Kolejnej nocy U-123 zatopił motorowiec SS „Esparta” (3365 BRT).
Nocą 11 kwietnia kolejną ofiarą Hardegena stał się zbiornikowiec SS „Gulfamerica” (8801 BRT), zatopiony około dwóch mil od Jacksonville. Statek odbywał swoją dziewiczą podróż z ładunkiem oleju napędowego. Storpedowana jednostka została dobita z działa. Zanurzony okręt podwodny został dostrzeżony na płytkiej wodzie i zaatakowany przy użyciu bomb głębinowych przez samolot. Atak przeprowadził również niszczyciel USS „Dahlgren”, zrzucając 6 bomb. Okręt został poważnie uszkodzony i liczono się z jego utratą. Zniszczono tajne dokumenty i rozpoczęto przygotowania do opuszczenia jednostki. Jak wspomina Hardegen, paraliżujący strach uniemożliwił mu otwarcie włazu i przeprowadzenie ewakuacji. Niespodziewanie niszczyciel przerwał atak i oddalił się, dając załodze U-123 możliwość dokonania prowizorycznych napraw i ucieczki na głębsze wody.
13 kwietnia, nocą, w pobliżu przylądka Canaveral Hardegen zatopił amerykański frachtowiec SS „Leslie” (2609 BRT). Dwie godziny później celem ataku stał się szwedzki (w brytyjskim czarterze) motorowiec „Korsholm”. Ostatnia ofiara – już w drodze powrotnej – U-123 pod dowództwem Hardegena to amerykański statek zatopiony ogniem artyleryjskim: „Alcoa Guide” (17 kwietnia, 4834 BRT). 2 maja 1943 U-123 zacumował przy nabrzeżu w Lorient.

### Dalsza służba
31 lipca 1942 roku Hardegen zdał dowództwo U-123 i podjął służbę jako instruktor w 27. Flotylli Szkolnej w Gotenhafen (Gdynia). W marcu 1943 roku został szefem szkolenia torpedowego w Szkole Torpedowej w Mürwik (część Flensburgu), następnie objął stanowisko w departamencie broni torpedowej w Berlinie, gdzie nadzorował badania nad rozwojem nowych typów torped akustycznych i kierowanych przewodowo. Od lutego 1945 roku do końca wojny dowodził pododdziałem piechoty morskiej podczas walk obronnych w okolicach Bremy. Większość oficerów jednostki zginęła; sam Hardegen został poddany hospitalizacji z powodu ciężkiego dyfterytu – co, jak twierdził, uratowało mu życie. Ostatnie dni wojny spędził w sztabie Dönitza we Flensburgu, gdzie dostał się do brytyjskiej niewoli.

## Okres powojenny
Hardegen spędził ponad rok w niewoli, pomylony z oficerem Waffen-SS o tym samym nazwisku. Po uwolnieniu, w listopadzie 1946 roku powrócił do rodzinnej Bremy, gdzie rozpoczął działalność jako przedsiębiorca. Przez 32 lata pozostawał posłem do lokalnego parlamentu z ramienia partii chrześcijańsko-demokratycznej.